# Marcel Sterkenburg
Marcel Sterkenburg (ur. 19 maja 2001) – holenderski zapaśnik walczący w stylu klasycznym. Zajął 30. miejsce na mistrzostwach świata w 2023.
Siódmy na mistrzostwach Europy w 2024. Drugi na MŚ U-23 w 2024 i trzeci w 2022. Pierwszy na ME U-23 w 2022. Mistrz świata juniorów i trzeci na ME w 2021 roku.
Jest bratem bliźniaczym zapaśnika Tyrone Sterkenburga.